# Colin Griffin (cầu thủ bóng đá)
Colin Raymond Griffin (sinh ngày 8 tháng 1 năm 1956) là một cầu thủ bóng đá người Anh đã giải nghệ chơi ở vị trí trung vệ có trên 400 lần ra sân ở the Football League cho Shrewsbury Town và hơn 500 trận cho câu lạc bộ. Griffin sau đó dẫn dắt chủ sân Gay Meadow và được đề cử vào Sảnh Danh vọng năm 2012.

## Đời sống cá nhân
Sau khi giải nghệ, Griffin làm công việc người đưa thư.

## Danh hiệu
Shrewsbury Town
- Football League Third Division: 1978–79[3]